# Jules-Albert Jaeger
Pour les articles homonymes, voir De Jager ou De Jaeger et Jaeger.
Ne doit pas être confondu avec Jules Jaeger.
Jules-Albert Jaeger, né le 20 janvier 1898 à Paris et mort le 28 mai 1964 à Strasbourg, est un journaliste français d'origine alsacienne, directeur de plusieurs périodiques régionaux (L'Alsace française, Le Journal de l'Est et le Journal d'Alsace-Lorraine) et collaborateur du Monde, du Journal de Genève, des Basler Nachrichten, des Dernières Nouvelles d'Alsace. En 1939 il fonde l'Institut d'études européennes de Strasbourg – qu'il rouvre dès 1945.
Jules-Albert Jaeger était le gendre du docteur Pierre Bucher.

## Publications
- Le régime administratif de l'Alsace et de la Lorraine: étude (1929)
- Voyage d'études en Europe centrale et orientale (9 - 27 juin 1933): Strasbourg, Zurich, Feldkirch, Landeck, Mérano, Bolzano, Trento, Venise, Trieste, Lloubliana, Zagreb, Banja-Luka, Belgrade, Orsova, Timiscara, Szeged, Budapest, Bratislave, Vienne, Prague, Linz, Salzbourg, Innsbruck, Strasbourg (1933, en collaboration avec Frédéric Eccard, Marcel Koch et François Wendel)
- Afrique française 1942, sa vie politique et économique (s. d.).
- René Bazin et l'Alsace (1953)
- La mort du roi des Belges (s. d.)